# Робсон, Уэйд
Уэйд Джереми Уильям Робсон (англ. Wade Jeremy William Robson; род. 17 сентября 1982) — австралийский танцор и хореограф. Он начал выступать в качестве танцора в возрасте пяти лет. Робсон был режиссёром музыкальных клипов и мировых туров для таких исполнителей, как ’N Sync и Бритни Спирс, а также выступал в качестве ведущего и исполнительного продюсера шоу MTV «Проект Уэйда Робсона» (2003). В 2007 году он присоединился к телевизионному танцевальному сериалу Fox «Значит, ты умеешь танцевать?» в качестве судьи и хореографа.
Будучи ребёнком, Робсон дружил с поп-певцом Майклом Джексоном, который способствовал развитию его карьеры. Когда Джексона обвиняли в сексуальном насилии над детьми, Робсон выступил  в качестве свидетеля защиты, заявив, что певец никогда не прикасался к нему. В 2013 году он заявил, что  ранее лгал в пользу Джексона, утверждая в этот раз, что на протяжении целых семи лет, в возрасте от 7 до 14, имел с Джексоном сексуальные отношения. Обвинения Робсона, а также Джеймса Сейфчака, являются предметом документального фильма 2019 года «Покидая Неверленд».

## Карьера

### Ранняя карьера
В возрасте пяти лет, увидев по телевизору выступление Майкла Джексона, Робсон самостоятельно разучил его танец и выступил на танцевальном конкурсе перед гастрольным концертом певца в Австралии. Неожиданно для всех Робсон выиграл конкурс, опередив даже значительно более старших детей. В качестве приза Робсон познакомился с Майклом Джексоном, а затем по предложению певца станцевал на его концерте. Джексон попросил связаться с ним, если Робсон когда-нибудь будет в Америке.
Затем Робсон несколько лет состоял в танцевальной группе под названием «Школа талантов Джонни Янга», группа проводила 14 шоу в неделю, обычно в таких местах, как торговые центры. Когда ему было девять лет, Робсон, по настоянию матери, переехал в Соединённые Штаты со своей матерью и сестрой, чтобы там развивать свою карьеру. В Америке Майкл Джексон пригласил Робсона для участия в трёх своих клипах: «Black or Whiite», «Jam» и «Heal the World».
В возрасте 11 лет у Робсона уже был свой агент. Вместе со своим другом ДеВейном Туррентином он сформировал хип-хоп дуэт Quo и к концу года выпустил альбом на лейбле Майкла Джексона Jackson’s MJJ Music через Epic / SME Records. В следующем году он уже преподавал танцы в Голливуде. Он сформировал труппу детей-танцоров, которая выступала на международном уровне. Он получил свою первую работу хореографа для R&B-группы Immature в возрасте 14 лет. Эта работа дала ему выходы на других заказчиков, таких как Бритни Спирс. Иногда клиенты неохотно следовали указаниям Робсона, самопровозглашенного «тощего маленького белого ребёнка». Когда Спирс впервые встретилась с Робсоном, чтобы обсудить хореографию её тура, она воскликнула: «Он чертовски малютка!»; она ожидала, что ему будет за тридцать или сорок лет.
В конце 1990-х годов, будучи ещё подростком, Робсон поставил хореографию для Спирс в рекламе Pepsi, в том числе для роликов, которые транслировались во время Суперкубка по американскому футболу 2001 года. Он поставил перформанс NSYNC и Спирс на церемонии вручения наград Video Music Awards 1999 года и был одним из режиссёров мировых турне Спирс в 1999—2000 годах, а также тура NSYNC 2000 No Strings Attached. В 2001 году Робсон выступил хореографом клипа Спирс «I’m a Slave 4 U», а также хореографом и режиссёром тура NSYNC 2001 PopOdyssey. В музыкальном клипе NSYNC «Pop» Робсон заменил участника NSYNC Джои Фатона во время нескольких танцевальных эпизодов из-за травмы, которую Фатон получил на концерте NSYNC за ночь до съёмок. В том же году он режиссировал тур Спирс «Dream Within a Dream» .
Джастин Тимберлейк из NSYNC и Робсон стали партнёрами в 2001 году и соавторами хитовых синглов «Pop», «Gone» и «See Right Through You» на последнем альбоме NSYNC Celebrity. Робсон первоначально написал «Celebrity» для своего собственного альбома, но отдал эту песню NSYNC. Они также стали соавтором песни Бритни Спирс «What It’s Like to Be Me», в которой Тимберлейк был на бэк-вокале. Авторские права на песню принадлежат соответствующим компаниям Робсона и Тимберлейка, WaJeRo Sound и Tennman Tunes.

### Профессиональная карьера
Робсон был создателем и ведущим проекта MTV The Wade Robson Project, конкурса по поиску талантов для хип-хоп танцоров. Спонсором программы выступили Juice Batteries.
Компания танцевальной одежды Power T Dance совместно с Робсоном разработала линию фирменной танцевальной обуви для потребителей. Обувь распространялась в США через компанию Ralph Libonati.
Робсон появился в 2004 году в фильме о городском танце You Got Served, который получил награду за лучший танцевальный эпизод (художественный фильм) на церемонии вручения премии American Choreography Awards 2004 года.
Робсон присоединился к нескольким другим хореографам, таким как Миа Майклс и Шейн Спаркс, в PULSE Tour, серии общенациональных воркшопов, предназначенных для того, чтобы дать танцорам возможность потренироваться под руководством лучших хореографов.

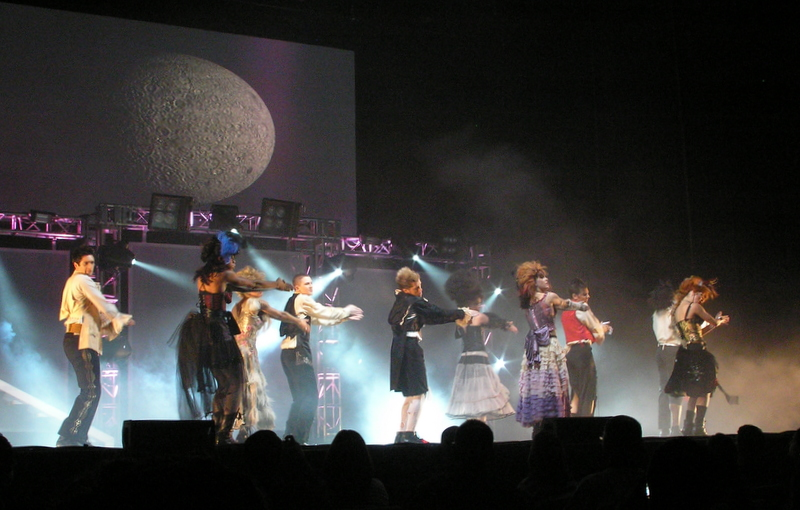
Танцоры из «So You Think You Can Dance» (2-й сезон), исполняющие танец «Зомби» или «Ramalama (Bang Bang)», который принёс Уэйду его первую Эмми в 2007 году

В 2007 году Робсон начал ставить хореографию тура American Idols LIVE! Он также поставил хореографию для группы и партнера для второго и третьего сезонов «So You Think You Can Dance» .
В сентябре 2007 года Робсон был награждён премией Эмми за выдающуюся хореографию в прайм-тайм за танцевальный номер «Ramalama (Bang Bang)» во втором сезоне «So You Think You Can Dance». Хореография по-прежнему остается одним из самых запоминающихся представлений группы на сегодняшний день.
Робсон получил свою вторую премию Эмми в 2008 году в третьем сезоне «So You Think You Can Dance» за джазовую программу «Колибри и цветок». Спектакль высоко оценил исполнительный продюсер шоу Найджел Литго, который назвал его «абсолютно гениальным, блестящим и одной из тех вещей, которые мы будем помнить в этом сериале очень долго».
Бритни Спирс наняла Робсона и его жену Аманду для режиссуры и хореографии тура «The Circus Starring Britney Spears». Когда его спросили о работе в туре, Робсон сказал: «Мы с женой вместе это пишем и разрабатываем. Я поставлю хореографию, вероятно, на треть, и найму других хореографов для разных секций. Мы уже на полпути к результату». Репетиции должны были начаться в январе 2009 года, однако Робсон и его жена были в конечном итоге заменены на Джейми Кинга. Представители Спирс пояснил, что Робсон был только нанят только для хореографии промотура Circus, который завершился в Японии в декабре 2008 года.
Робсон работал хореографом для полнометражного анимационного фильма Делай ноги 2, выпущенного в 2011 году. Первоначально он был также назначен режиссёром картины Шаг вперёд 4 (вышла на экраны в 2012 году), но отказался от проекта по личным причинам. Его заменил Скотт Спир.

## Обвинения против Майкла Джексона
Когда Робсону было пять лет, он познакомился с американским певцом Майклом Джексоном, когда тот гастролировал по Австралии. Два года спустя, когда Робсон посетил США со своей семьёй, чтобы выступить со «Школой талантов Джонни Янга» в Диснейленде, Джексон пригласил всю семью пожить в его доме на ранчо «Неверленд». По словам Робсона, произнесенным в 2013 году, именно там впервые случилось сексуальное домогательство к нему со стороны Джексона, положившее начало целым семи годам их сексуальных отношений.
В 1993 году во время уголовного расследования по вопросу, касающегося предполагаемого растления несовершеннолетнего мальчика по имени Джордан, Робсон  в интервью сделал заявление в защиту певца, утверждая, что  никогда не подвергался приставаниям с его стороны. Джексон тогда пошёл на мировое соглашение с родителями обвинившего его мальчика во время гражданского иска, уплатив в общей сложности около 15 миллионов долларов. Попытки адвокатов певца отсрочить гражданский иск во время расследования и снизить риски не справедливого разбирательства, чтобы дать артисту возможность сначала отстоять свое имя в уголовном процессе (если он случится) перед не предвзятым судом присяжных, были отклонены судьей. В итоге было мировое соглашение  по гражданскому иску с выплатой денег и уголовное расследование, продлившееся 13 месяцев. В ходе уголовного расследования были опрошены около 400 свидетелей и созваны Большое жюри. Обвинения не были предъявлены. Когда в 2003 году против Джексона были выдвинуты обвинения в совращении несовершеннолетних, Робсон дал показания в защиту певца, утверждая, что никогда не подвергался сексуальным домогательствам с его стороны.  Майкл  был оправдан в 2005 году по всем пунктам обвинения.
После смерти Майкла Джексона в 2009 году Уэйд в интервью сказал: «Его музыка, его движение, его личные слова вдохновения и ободрения и его безусловная любовь будут жить внутри меня вечно». Он также принимал участие в нескольких трибьютах в честь певца и претендовал на должность режиссёра шоу Цирка Дю Солей в память о музыканте, но получил отказ.
Однако в 2013 году, спустя 4 года после смерти певца, Робсон совершил сенсационное заявление, заявив, что  лжесвидетельствовал в суде в защиту Джексона. Робсон заявил, что на протяжении семи лет состоял в сексуальных отношениях с Джексоном. В результате совращения в малолетнем возрасте он был влюблен в Джексона и готов был почти на все, чтобы заслужить его одобрение. Джексон также внушал Робсону, что если кто-то узнает об их связи, то они оба попадут в тюрьму. И только рождение собственного сына заставило Робсона переосмыслить его отношения с Джексоном и осознать, что их отношения были результатом преступного психологического насилия со стороны певца. Робсон написал книгу о своих отношениях с Джексоном, но издательства отказались её публиковать.
После своего заявления Уэйд Робсон также подал иск к Фонду наследия Майкла Джексона в 2016 году на символическую сумму в один миллиард долларов. Иск был отклонен ввиду того, что Робсон пропустил установленный законом срок в 12 месяцев после смерти Джексона. Юристы Робсона вряд ли могли не знать об этом законе перед подачей иска, поэтому иск можно рассматривать как скорее символическую констатацию позиции Робсона.
В 2019 году историю своей жизни и отношений с певцом Майклом Джексоном Робсон очень подробно изложил в документальном фильме «Покидая Неверленд», имевшем большой международный резонанс. Робсон упомянул в фильме, что после своего заявления стал получать угрозы от ярых поклонников Майкла Джексона. В фильме аналогичное сделанному Робсоном заявление делает и другой человек: Джеймс Сейфчак.
Позже сторонниками Майкла Джексона было снято несколько документальных фильмов-опровержений в защиту певца: «Майкл Джексон: В погоне за правдой», «Начало: Майкл Джексон», Neverland Firsthand: Investigating the Michael Jackson Documentary. В этих фильмах, в частности, было выявлено несоответствие в словах матери Робсона. Робсон рассказывал о том, что Майкл Джексон начал домогаться его, когда его семья отправилась из «Неверленда» в Гранд-Каньон. В фильме «Покидая Неверленд» мать Робсона подтверждает, что Уэйд остался во время поездки на ранчо. Однако в 2016 году мать Робсона заявила в суде, что Уэйд тогда поехал с ними, а не остался на ранчо «Неверленд». Из этого несоответствия создатели фильмов-опровержений делают вывод, что Робсон лжет и его истории выдуманы. Также в фильмах есть неточности в хронологии в словах Джеймса Сейфчака. Из его рассказа следует, что ещё до 1993 года Джексон приставал к нему на станции  железной дороги, которую певец вместе с каруселями отстроил в своем поместье «Неверленд». Но железная дорога в то время ещё не существовала, её строительство было одобрено в сентябре 1993 года, а сам объект закончен в 1994 году.